# 23712 Willpatrick
23712 Willpatrick è un asteroide della fascia principale. Scoperto nel 1998, presenta un'orbita caratterizzata da un semiasse maggiore pari a 2,3757420 UA e da un'eccentricità di 0,2464689, inclinata di 23,49279° rispetto all'eclittica.
L'asteroide è dedicato a William Patrick Dillon, figlio dei due scopritori.